# Un piccolo gesto crudele
Un piccolo gesto crudele (Just One Evil Act) è un romanzo, pubblicato nel 2013 dalla scrittrice Elizabeth George, il diciannovesimo dedicato alla serie dell'Ispettore Lynley di Scotland Yard.
Il libro è stato tradotto in numerose lingue; in italiano è apparso per la prima volta nel 2014.

## Trama
I vicini di Barbara, Azhar e la piccola Hadiyyah, si sono ricongiunti con Angelina, loro compagna e mamma. Eppure, dopo qualche mese, Angelina scompare, portando con sé la bambina. Poiché Azhar non può sporgere una regolare denuncia, non avendo a suo tempo riconosciuto la figlia o sposato la madre, insieme a Barbara si rivolge per le ricerche a un investigatore privato, tale Doughty. Intanto Barbara insiste con Lynley sulla necessità di una ricerca, ma l'amico (preso da vari problemi personali), non asseconda la collega, tanto più che questa è assai osteggiata da Isabelle Ardery, ispettore capo della sezione di Scotland Yard a cui appartengono.
Per aiutare Azhar, Barbara ha alcuni comportamenti non regolamentari, perciò viene assegnata alla squadra di un ispettore, John Steward, affinché la sorvegli e faccia rapporto, se necessario. Steward si rivela un misogino che non esita a vessare Barbara, ottenendo così qualche richiamo, che non impedisce alla donna di seguire le proprie idee. Infatti, dopo vari mesi, scopre che Hadiyyah, condotta in Toscana, a Lucca, presso il nuovo compagno di Angelina, è stata rapita ed è svanita nel nulla, senza neppure una richiesta di riscatto. Stavolta è la polizia italiana a rivolgersi a Scotland Yard, chiedendo di inviare un funzionario. Anche Azhar è partito per l'Italia.
I frutti delle prime indagini rivelano che Azhar non aveva interrotto i rapporti con l'investigatore e che sapeva dove fosse finita la bambina: l'espatrio era avvenuto grazie alla sorella gemella di Angelina, spacciatasi per Angelina medesima. Inoltre si ricostruisce una parte del sequestro in Italia, diretto da Londra da Doughty e compiuto da un investigatore privato italiano, Di Massimo, che però lo aveva passato a Roberto Squali, un tipo sempre in cerca di denaro. Ma il nodo più preoccupante è che Azhar è senz'altro alla base della vicenda: voleva sottrarre la figlia ad Angelina e presentarsi come padre disperato. Ciò è quanto appurano Lynley e il collega italiano, Salvatore Lo Bianco, mentre dal canto suo, il magistrato inquirente Fanucci, impuntatosi sulla colpevolezza di un tossicodipendente, Carlo Casparia, legge i fatti a modo proprio e trattiene il poveretto, estorcendogli improbabili confessioni.
Gli eventi successivi sono: un incidente mortale che colpisce Squali, il ritrovamento della sua auto con evidenti prove della presenza di Hadiyyah, una chiamata ai carabinieri da parte di un convento e il ritrovamento fortunoso della bambina, lasciata nelle mani di una giovane semi folle, che si crede una suora. Il felice ricongiungimento con i genitori però non dura abbastanza: Angelina, incinta e in preda a gravi disturbi dell'apparato digerente, muore dopo un breve ricovero in ospedale. L'autopsia rivela che ha avuto un'infezione da E. coli. Il suo compagno accusa Azhar di averla avvelenata, ma nessuno lo ascolta e si giunge a funerali tumultuosi. Arrivano da Londra anche i genitori di Angelina, che non risparmiano gli insulti verso Azhar.
Intanto, dall'Inghilterra, Barbara crede ostinatamente che Azhar e Hadiyyah siano le vittime di odio e vendetta. Sin dall'inizio, Barbara si era associata un giornalista scandalistico, Mitchell Corsico, per smuovere autorità e opinione pubblica, ma ha ottenuto di trovarsi a lottare su vari fronti. Corsico vuole solo scandali ed è pronto a pubblicare che Barbara e Azhar siano amanti e complici. Doughty sa di aver messo mano a un sequestro, ma ha preso le sue precauzioni e, attraverso l'alterazione di dati e versamenti, persegue anch'egli la strada di far apparire Barbara complice e poliziotta corrotta. Lo stesso Azhar (si scopre) ha acquistato due biglietti di sola andata per il Pakistan per sé e la figlia, dimostrando che vuole farla sparire per sempre. Infine, la specializzazione di Azhar, microbiologia, può averlo facilitato a procurarsi i batteri che hanno provocato la morte di Angelina.
Tutto ciò spinge Barbara a scegliere di trasgredire a qualsiasi ordine, pur di salvare Azhar. Si precipita in Italia, trova che l'uomo è in custodia cautelare per omicidio. Hadiyyah è presso Lorenzo Mura, in attesa che i nonni (appena partiti) ritornino in Italia a riprenderla. Barbara rischia il tutto per tutto e si porta la bambina in albergo, con il permesso di Mura. Seguita come un'ombra da Corsico,  vive giorni di fuoco e ottiene da Lynley l'aiuto di Lo Bianco che, con azione ingiustificabile, la porta a casa propria insieme ad Hadiyyah, non esitando a coinvolgere il resto della sua famiglia.
Eppure tanto affannarsi conduce a una scoperta: in un servizio trasmesso nella televisione italiana, Barbara comprende che, mentre Angelina e Azhar raccontavano i terribili giorni del sequestro della figlia, Lorenzo Mura, che si occupava dei rinfreschi, aveva passato ad Azhar un calice di vino, forse inconsapevole della proibizione musulmana di bere alcoolici. Angelina si era appropriata del bicchiere e aveva ignorato le urla del compagno di non bere. Tutti avevano interpretato che, essendo incinta, lui ritenesse fuori luogo quella bevanda. Invece la scena ha un possibile altro significato: che Azhar avrebbe dovuto ingerire il batterio risultato fatale ad Angelina.
Lo scioglimento della vicenda può avvenire, sia pure con molte difficoltà. Un complice involontario, Daniele Bruno, amico di Mura, confessa tutto in cambio dell'immunità: non che Lorenzo abbia mai voluto la morte della sua compagna e del figlio in arrivo e anche verso Azhar non si può dimostrare che il preparato sarebbe stato letale. A questo punto non resta a Barbara che separarsi per sempre dagli amici, padre e figlia, i quali passeranno in Svizzera e quindi in un luogo che a lei deve restare ignoto.
Tornata a Londra, si aspetta un licenziamento, perché sa benissimo di aver forzato la mano a molte persone e i fatti hanno mostrato le sue ragioni sì, ma anche i piani illegali di Azhar. Invece rimane miracolosamente al suo posto, perché la Ardery, per proteggere Lynley e se stessa, ha fatto ricadere le irregolarità su Steward, inadempiente sui casi che gli sono stati affidati, ma molto zelante nel fare il delatore. Anche Lynley e Lo Bianco sono delusi della condotta di Barbara, ma entrambi provano una grande tristezza: Lynley perché vede il vuoto che Barbara ha attorno a sé, l'italiano invece per ragioni che preferisce non spiegarsi.

## Personaggi
- Thomas Lynley, vedovo di Lady Helen, non proprio inconsolabile, ha avuto una relazione con Isabelle Ardery. In questo romanzo intravede la possibilità di un rapporto con una veterinaria molto dedita al lavoro e allo sport, ma si prodiga per Barbara Havers, memore di un debito nei suoi confronti.
- Barbara Havers, tranquilla sul conto della madre, si accorge di aver riposto i suoi affetti nella piccola Hadiyyah e in Azhar, suo padre. Corre rischi professionali immensi, convinta di aiutare i suoi amici.
- Winston Nkata, sempre più brillante e capace di mediare nei rapporti con colleghi e superiori, dimostra grande efficienza, ma anche grande solidarietà con Barbara.
- Simon St. James, ha un ruolo molto ridotto in questa indagine.
- Ispettore capo Isabelle Ardery, ha sostituito Webberly ed è quindi superiore di Lynley, Barbara, Nkata e altri. Risponde solo a Sir David Hillier.
- Ispettore John Stewart, gli viene assegnata Barbara nella squadra investigativa, nonché l'incarico di sorvegliarla. Misogino e frustrato, approfitta delle circostanze per mettere in atto varie forme di abuso di potere.
- Salvatore Lo Bianco, ispettore della polizia italiana a Lucca. Divorziato da una moglie svedese, ha due figli, Marco e Bianca, e vive con la madre in una torre di Lucca.
- Piero Fanucci, magistrato italiano inquirente e superiore di Lo Bianco. Si mostra altamente prevenuto e disposto all'abuso. Di aspetto è repellente e forse ha dovuto difendersi dall'infanzia da angherie.
- Taymullah Azhar, professore di microbiologia, britannico di origine pakistana e religione musulmana. Prima di avere la figlia Hadiyyah, ha lasciato una famiglia costituita da una moglie e due figli. Per queste ragioni è stato ripudiato da padre e fratelli e ripetutamente insultato dal figlio maschio. Non ha sposato la madre di Hadiyyah e questo gli è valso l'odio e numerose offese da parte dei familiari di lei.
- Hadiyyah Upman, figlia di Azhar, in questo libro ha nove anni. La madre, Angelina Upman, ha impedito ad Azhar di riconoscere la bambina.
- Angelina Upman, madre di Hadiyyah, ha un vissuto turbolento: in questo romanzo convive con un ricco italiano e ne aspetta un figlio, ma ha avuto relazioni coinvolgenti anche mentre era in rapporti con Azhar, nonché in precedenza.
- Bathsheba Ward, sorella gemella di Angelina, in parte sua complice, in parte in conflitto con lei. Non ha figli, ma solo i figli del marito e ciò è un motivo di gelosia verso la sorella.
- Humphrey Upman e Ruth-Jane Upman, genitori di Angelina e Bathsheba. Hanno ripudiato Angelina e non perdono occasione per dimostrare ostilità, odio e rancore per i pakistani (Azhar e Hadiyyah). Al limite della paranoia l'atteggiamento dell'uomo, più pacato quello della donna.
- Lorenzo Mura, dirige una fiorente azienda agricola, producendo vini e formaggi pregiati e allevando varie specie di mammiferi. Compagno di Angelina, dalla quale attende un figlio, è appassionato di calcio e molto noto come giocatore e allenatore locale.
- Daniele Bruno, amico di Mura, è titolare con padre e fratelli di un'azienda di apparecchiature medicali.
- Dwayne Doughty, investigatore privato di Londra, interpellato da Barbara Havers e Azhar.
- Emily Cass, collaboratrice di Doughty, mentre lui è a colloquio con un cliente, lei filma e registra tutto dalla stanza a fianco.
- Bryan Smythe, altro collaboratore di Doughty, specializzato in pirateria informatica.
- Michelangelo Di Massimo, investigatore italiano, contattato da Doughty.
- Roberto Squali, giovane vizioso, da anni residente in Toscana perché la sua famiglia ha ritenuto di allontanarlo da Roma, dopo alcune gravi azioni. Dapprincipio soggiornava dagli zii, i signori Medici.
- Suor Domenica Giustina (Domenica Medici), cugina di Roberto, che ha ripetutamente approfittato di lei. Ritardata e dissociata dalla realtà, si crede suora e vive presso un convento, ma le sue mansioni non vanno oltre l'anti cucina e consistono nel mungere e coltivare gli orti.
- Carlo Casparia, tossicodipendente di famiglia padovana, vive a Lucca.
- Mitchell Corsico, giornalista del Source, giornale scandalistico. Si veste da cow-boy.

## Edizioni in italiano
- Elizabeth George, Un piccolo gesto crudele: romanzo, traduzione di Annamaria Biavasco e Valentina Guani, Longanesi, Milano 2014
- Elizabeth George, Un piccolo gesto crudele: romanzo, Mondolibri, Milano 2014
- Elizabeth George, Un piccolo gesto crudele, lettore: Stefano Cazzador, Centro internazionale del libro parlato, Feltre 2015
- Elizabeth George, Un piccolo gesto crudele: romanzo, traduzione di Annamaria Biavasco e Valentina Guani, TEA, Milano 2015